# Willy Lange (Parteifunktionär)
Willy Lange (* 20. Mai 1899 in Oederan; † nach 1949) war ein deutscher Parteifunktionär (SPD).

## Leben
Lange, ein gelernter Handlungsgehilfe, arbeitete nach seiner Ausbildung zunächst als Genossenschaftsangestellter. Ab 1925 bekleidete er den Posten eines Bezirkssekretär der SPD für den Bezirk Chemnitz-Erzgebirge. Daneben übernahm er Aufgaben als Mitglied des Unterbezirksvorstandes der Arbeiterwohlfahrt und als Mitglied im Zentralverband der Angestellten (ZdA).
Nach dem Machtantritt der Nationalsozialisten im Frühjahr 1933 begann Lange im März 1933 mit dem Aufbau einer unabhängigen illegalen SPD-Organisation in Sachsen. Später im selben Jahr emigrierte er in die Tschechoslowakei. Dort ließ er sich in Karlsbad nieder, wo er im Juni das Grenzsekretariat der Sopade, der Parteiorganisation der in Deutschland verbotenen Exil-SPD, für Chemnitz, Zwickau und Leipzig einrichtete. 
Im Januar 1935 wurde Lange aus dem Sopade-Grenzsekretariat entlassen, weil er organisatorische Sonderbestrebungen verfolgt habe. Als Vertreter der linken Parteiopposition schloss er sich daraufhin den  Revolutionären Sozialisten Deutschlands (RSD) unter Karl Böchel und Siegfried Aufhäuser an und führte anschließend seine Grenzarbeit im Sinne der RSD mit geretteten sächsischen Parteigeldern fort.
Im Oktober 1936 wurde er im Rahmen des inneren Auflösungsprozesses dieser Gruppierung aus den RSD ausgeschlossen. In der Folgezeit arbeitete er mit dem tschechoslowakischen Nachrichtendienst zusammen und wurde in der Tschechoslowakei eingebürgert.
In Deutschland wurde Lange im November 1937 ausgebürgert und seine Ausbürgerung öffentlich im Reichsanzeiger bekannt gegeben.
1939 bemühte Lange sich, unter dem Namen Frantisek Jellinek nach Großbritannien auszureisen. Er ging dann stattdessen in die Schweiz, wo er angeblich mit dem britischen Geheimdienst zusammenarbeitete. Er lebte zeitweise unter dem Namen Harry Johnston in Zürich, Luzern und Horn. 1949 ging er nach Konstanz. Später lebte er wieder in der Schweiz.

## Familie
Lange war verheiratet mit Marianne Naumann (* 1907).